# Wiek
Stulecie, Wiek (skrót: w.) – jednostka miary czasu równa 100 latom, liczona od roku kończącego się cyframi "01" do najbliższego roku kończącego się dwoma zerami, np. od 1501 do 1600 to wiek XVI. W odniesieniu do lat przed naszą erą (p.n.e.) wiek zaczyna się rokiem z dwoma zerami, a kończy cyframi "01", np. od 500 p.n.e. do 401 p.n.e. to wiek V wiek p.n.e. Numery wieków w języku polskim zapisuje się zwyczajowo cyframi rzymskimi.